# Nicolás Kicker
Nicolás Kicker, né le 16 août 1992 à Merlo, est un joueur de tennis argentin, professionnel depuis 2012.

## Carrière
Nicolás Kicker est passé professionnel à 19 ans sans avoir fréquenté le circuit junior.
Entre 2013 et 2015, il s'impose à dix reprises en tournois Futures, exclusivement en Argentine. Il dispute au mois de juillet ses premières finales en catégorie Challenger à Todi et Biella. En 2016, il est finaliste à Saint-Domingue et Fano, puis s'impose à Pérouse et Guayaquil. Il rajoute un troisième titre à son palmarès dans cette catégorie de tournoi à Buenos Aires en 2017.
En février 2017, il est quart de finaliste du tournoi de Rio de Janeiro, marquant ainsi son entrée dans le top 100. En mai, il bat Nick Kyrgios, 19e mondial, au deuxième tour du tournoi de Lyon. Fin juillet, il est quart de finaliste de l'ATP 500 de Hambourg grâce à une victoire sur Benoît Paire.
En 2018, il atteint le 3e tour à l'Open d'Australie et au Masters d'Indian Wells. En mai 2018, la Tennis Integrity Unit (TIU) le suspend pour une durée de trois ans et lui inflige 25 000 $ d'amende pour avoir truqué deux matchs du circuit Challenger en 2015 à Padoue et Barranquilla. Sa sanction est finalement réduite de quatre mois en raison du soutien apporté au programme de prévention de l'organisme. En janvier 2021, après avoir purgé l'intégralité de sa peine, il annonce avoir l'intention de faire son retour sur le circuit.
Il effectue son retour en février 2021 à l'Open de Córdoba sur invitation où il est battu par Facundo Bagnis. Il retourne un temps sur le circuit ITF, remportant quatre des cinq tournois qu'il dispute et ne cédant qu'en finale du dernier. Il se rend ensuite en Europe et joue une finale au Challenger de Tampere. Il termine sa saison avec une demi-finale à Rio de Janeiro. Ces résultats lui permettent de jouer à nouveau les tournois du Grand Chelem au cours de la saison 2022 mais il ne parvient pas à s'extirper des qualifications. En septembre, il remporte le Challenger de Villa María, tandis qu'en novembre, il est finaliste à Temuco. Entre 2023 et 2024, il manque plusieurs mois de compétition en raison de plusieurs blessures. En mars 2025, il est demi-finaliste à Concepción.

## Parcours dans les tournois duGrand Chelem

### En simple
| Année | Open d'Australie | Open d'Australie | Internationaux de France | Internationaux de France | Wimbledon       | Wimbledon  | US Open         | US Open    |
| ----- | ---------------- | ---------------- | ------------------------ | ------------------------ | --------------- | ---------- | --------------- | ---------- |
| 2017  | —                | —                | 2e tour (1/32)           | Pablo Cuevas             | 1er tour (1/64) | S. Johnson | 1er tour (1/64) | C-M. Stebe |
| 2018  | 3e tour (1/16)   | M. Fucsovics     | —                        | —                        | —               | —          | —               | —          |

N.B. : à droite du résultat se trouve le nom de l'ultime adversaire.

### En double
| Année | Open d'Australie | Open d'Australie | Internationaux de France | Internationaux de France | Wimbledon                                                                          | Wimbledon | US Open | US Open |
| ----- | ---------------- | ---------------- | ------------------------ | ------------------------ | ---------------------------------------------------------------------------------- | --------- | ------- | ------- |
| 2017  | —                | —                | —                        | —                        | 1er tour (1/32) Schwartzman \|\| style="text-align:left;" \| Benneteau V. Pospisil | —         | —       |         |

N.B. : le nom du ou de la partenaire se trouve sous le résultat ; le nom des ultimes adversaires se trouve à droite.

## Parcours dans lesMasters 1000
| Année | Indian Wells        | Miami              | Monte-Carlo | Madrid             | Rome | Canada | Cincinnati | Shanghai | Paris |
| ----- | ------------------- | ------------------ | ----------- | ------------------ | ---- | ------ | ---------- | -------- | ----- |
| 2018  | 3e tour K. Anderson | 1er tour F. Tiafoe | —           | 1er tour M. Raonic | —    | —      | —          | —        | —     |

N.B. : sous le résultat se trouve le nom de l’ultime adversaire.

## Classements ATP en fin de saison
| Année          | 2010 | 2011 | 2012 | 2013 | 2014 | 2015 | 2016 | 2017 | 2018 | 2019 | 2020 | 2021 | 2022 | 2023 | 2024 |
| Rang en simple | 1373 | 1627 | 711  | 533  | 326  | 179  | 110  | 95   | 186  | –    | –    | 236  | 180  | 540  | 722  |
| Rang en double | 1473 | –    | 1339 | 590  | 407  | 260  | 375  | 674  | 507  | –    | –    | 658  | 994  | 451  | –    |

Source : (en) Classements de Nicolás Kicker sur le site officiel de la Fédération internationale de tennis